# ماهیچه جناغی‌پستانکی
ماهیچهٔ جناغی‌پستانکی (Sternomastoid muscle) یا ماهیچه جناغی‌ترقوه‌ای‌پستانکی یا عضله استرنوکلیدوماستوئید (به انگلیسی: Sternocleidomastoid muscle) دو ماهیچه متقارن در دو سمت گردن (در لایه‌های سطحی در قسمت پیشین (قدامی) گردن) هستند. کارکرد این ماهیچه‌ها کمک به خم کردن سر به جلو و چرخش سر است.
این ماهیچه در پائین از سطح فوقانی قدامی استخوان جناغ و یک سوم داخلی استخوان ترقوه سرچشمه گرفته و در بالا به زائده پستانکی (ماستوئید) استخوان گیجگاهی در پشت گوش می‌چسبد.
مسیر ماهیچه مورب و در سراسر دو طرف گردن است. عضله در قسمت مرکزی آن ضخیم و باریک است، اما در هر دو پایان گسترده‌تر و نازک‌تر است. این عضله در پایین از دو بخش جناغی (از سطح قدامی فوقانی استخوان جناغ) و ترقوه‌ای (از سطح قدامی فوقانی یک سوم داخلی استخوان ترقوه) منشأ می‌گیرد. این دو بخش ماهیچه (سر داخلی و سر خارجی) پس از عبور از دو طرف گردن به هم پیوسته و به زایده پستانکی استخوان گیجگاهی (در پشت گوش) و خط پس گردنی فوقانی ختم می‌شوند.
عملکرد این ماهیچه کمک به چرخش سر به سمت مخالف یا مورب چرخاندن سر، همچنین خم کردن گردن است. عصب حرکتی این عضله عصب فرعی یا ۱۱ مغزی می‌باشد. ماهیچهٔ جناغی‌پستانکی (عضله جناغی‌چنبری‌پستانی) در هر سمت گردن را به دو مثلت یا سه گوشه قدامی و خلفی تقسیم می‌کند. این مثلث‌ها توسط نیام (فاشیا) عمقی گردن پوشیده شده است. مثلث‌های گردن به دلیل محتویات (غدد، اعصاب ٬عروق، گره‌های لنفاوی) در جراحی دارای اهمیت بسیار است.
از اعصاب گردنی C۲ و C۳ عصب‌دهی می‌شوند.

### ساختار
ماهیچهٔ جناغی‌پستانکی از دو ناحیه منشأ می‌گیرد: دستهٔ جناغی جناغ سینه و ترقوه، به همین دلیل گفته می‌شود که دارای دو سر است: سر جناغی و سر ترقوه‌ای. این ماهیچه به‌صورت مایل از کنار گردن عبور کرده و با یک نیام نازک به زایدهٔ پستانکی استخوان گیجگاهی جمجمه متصل می‌شود. ماهیچهٔ جناغی‌پستانکی در بخش میانی خود کلفت و باریک و در دو انتها پهن‌تر و نازک‌تر است.
سر جناغی به‌صورت یک دستهٔ الیافی گرد است که در جلو تاندونی و در عقب گوشتی بوده و از بخش بالاییِ جلوی دستهٔ جناغی منشأ می‌گیرد و به‌سمت بالا، خارج و عقب می‌رود.

سر ترقوه‌ای از رشته‌های گوشتی و نیامی تشکیل شده و از سطح جلویی و بالایی یک‌سوم میانی ترقوه منشأ می‌گیرد و تقریباً به‌صورت عمودی به سمت بالا کشیده می‌شود.
دو سر ماهیچه در محل منشأ خود با یک فضای مثلثی به نام حفرهٔ فوق‌ترقوه‌ای کوچک از هم جدا می‌شوند، اما در پایین بخش میانی گردن به هم می‌پیوندند و توده‌ای ضخیم و گرد را تشکیل می‌دهند که با یک زردپی نیرومند به سطح خارجی زایدهٔ پستانکی (از رأس آن تا لبهٔ بالایی) و با یک نیام نازک به نیمهٔ خارجی خط پس‌سری فوقانی استخوان پس‌سری متصل می‌شود.

### عصب‌دهی
این ماهیچه از عصب فرعی همان سمت عصب‌گیری حرکتی می‌کند. رشته‌های حسی ازجمله خودپذیری آن نیز از شبکهٔ گردنی، به‌ویژه شاخه‌های پیشین اعصاب گردنی C۲ و C۳ تأمین می‌شود.

### دگرگونی‌ها
منشأ ترقوه‌ای این ماهیچه بسیار متغیر است: در برخی موارد این سر به باریکی سر جناغی است و در موارد دیگر پهنای آن ممکن است به ۷٫۵ میلی‌متر برسد.
وقتی منشأ ترقوه‌ای پهن باشد، گاهی به چند بخش باریک تقسیم می‌شود که با فواصل کوچک از هم جدا هستند. به‌ندرت، لبه‌های مجاور ماهیچهٔ جناغی‌پستانکی و ماهیچه ذوزنقه‌ای با هم تماس پیدا می‌کنند که در این حالت مثلث پس‌گردنی تشکیل نمی‌شود.
ماهیچهٔ فوق‌ترقوه‌ای از پشت ماهیچهٔ جناغی‌پستانکی و از دستهٔ جناغی منشأ می‌گیرد و از پشت این ماهیچه به سطح بالایی ترقوه می‌رسد.

## کارکرد
این ماهیچه موجب چرخاندن سر به سمت مخالف یا چرخاندن مایل آن می‌شود و گردن را خم می‌کند. انقباض دوطرفهٔ آن باعث خم شدن گردن و باز شدن سر به عقب می‌شود. انقباض یک‌طرفه سر را به سمت مخالف می‌چرخاند و به همان سمت خم جانبی می‌دهد.
این ماهیچه به‌همراه ماهیچه‌های نردبانی گردن، به‌عنوان ماهیچه کمکی دم نیز عمل می‌کند.

### انقباض
فرایند پیام‌رسانی برای انقباض یا استراحت ماهیچهٔ جناغی‌پستانکی از عصب فرعی (عصب جمجمه‌ای یازدهم) آغاز می‌شود. هستهٔ این عصب در شاخ پیشین نخاع در ناحیهٔ C۱ تا C۳ قرار دارد. رشته‌های این عصب به‌سمت بالا حرکت کرده و از طریق سوراخ پس‌سری وارد جمجمه می‌شوند و سپس همراه سرخرگ کاروتید داخلی به سمت ماهیچه‌های جناغی‌پستانکی و ذوزنقه‌ای می‌روند. آزادسازی استیل‌کولین در صفحهٔ انتهایی حرکتی باعث تغییر پتانسیل غشای ماهیچه و ایجاد پتانسیل عمل می‌شود که از طریق لولهٔ عرضی (T-tubule) و شبکه سارکوپلاسمی به آزادسازی یون‌های کلسیم و آغاز انقباض رشته‌های ماهیچه‌ای منجر می‌شود.

### نشانه‌گذاری کالبدی
این ماهیچه درون نیام عمقی گردن قرار دارد و همراه با ماهیچهٔ ذوزنقه‌ای از عصب فرعی عصب‌گیری می‌کند. این ماهیچه به‌دلیل برجسته بودن، یکی از مهم‌ترین نشانه‌های کالبدشناسی گردن است و گردن را به دو مثلث قدامی و خلفی تقسیم می‌کند که در شناسایی جایگاه ساختارهایی مانند گره لنفی‌های سر و گردن سودمند است.
از ساختارهای مهم مرتبط با این ماهیچه می‌توان به سرخرگ کاروتید مشترک، عصب فرعی و شبکه بازویی اشاره کرد.

## اهمیت بالینی
بررسی ماهیچهٔ جناغی‌پستانکی بخشی از معاینهٔ اعصاب جمجمه‌ای است و هنگام چرخش سر به سمت مخالف قابل لمس است.
مثلثی که با ترقوه و دو سر جناغی و ترقوه‌ای این ماهیچه تشکیل می‌شود، برای تعیین محل درست کاتتریزاسیون ورید مرکزی به‌کار می‌رود.
انقباض این ماهیچه می‌تواند باعث بروز کجی گردن یا «گردن‌کج» شود که دلایل آن می‌تواند روماتیسمی، بازتابی یا مادرزادی باشد. در این حالت سر به سمت درگیر خمیده دیده می‌شود. درمان شامل تمرینات فیزیوتراپی برای کشش ماهیچهٔ درگیر و تقویت ماهیچهٔ سمت مقابل است. کجی گردن مادرزادی می‌تواند بدون علت مشخص یا بر اثر آسیب زایمانی ایجاد شود که به شکل توده‌ای درون ماهیچه قابل لمس است.

## نگارخانه

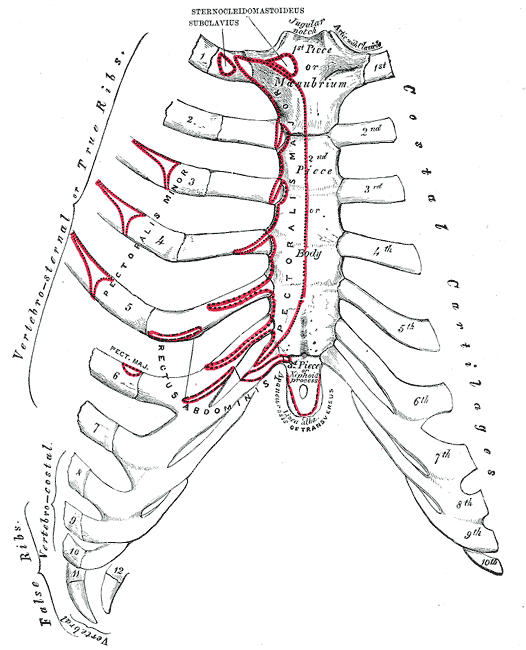
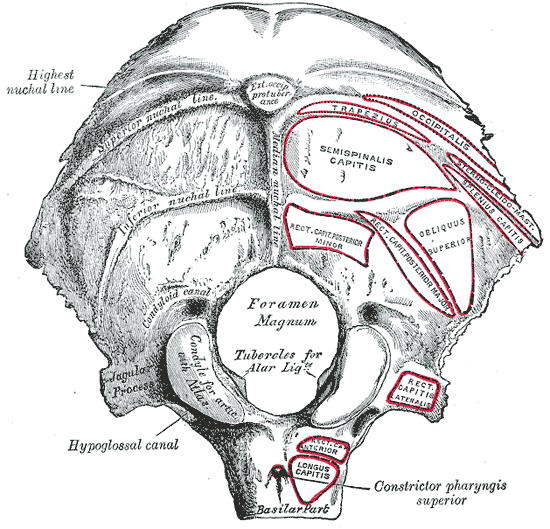
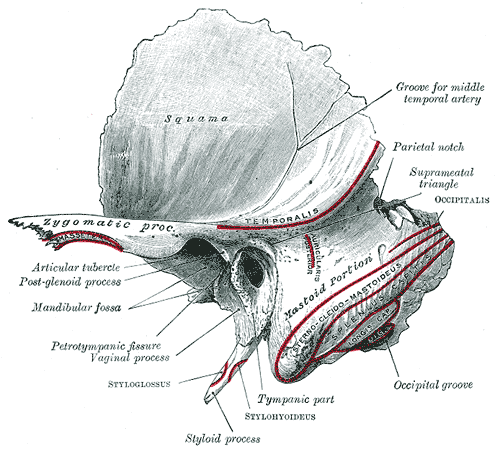
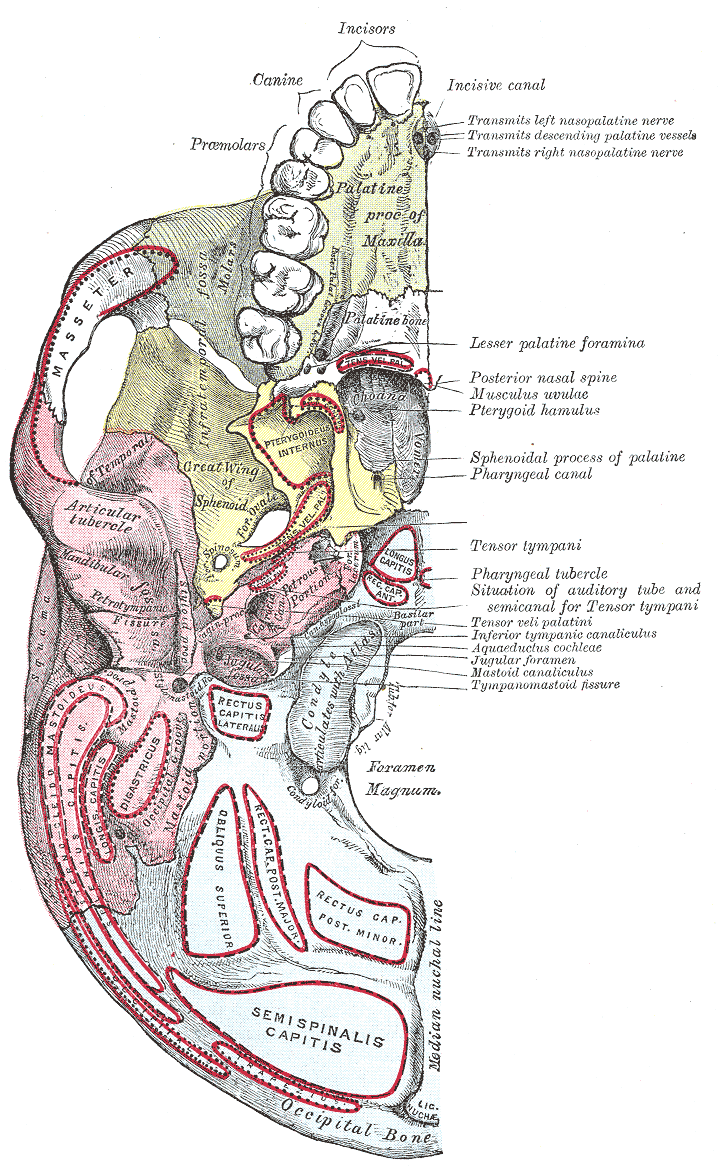
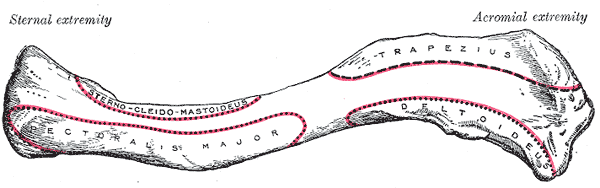
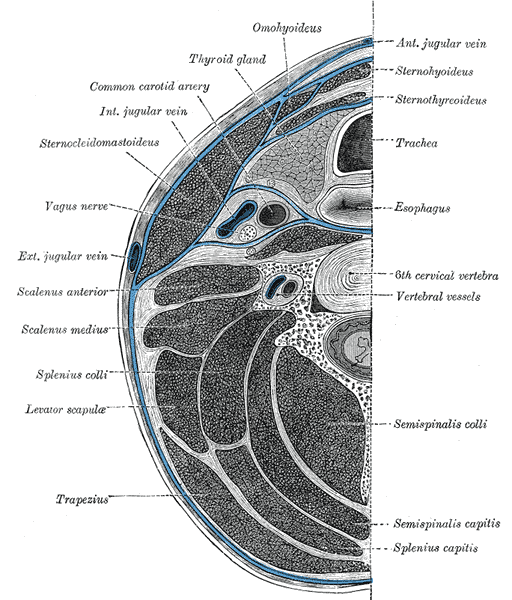
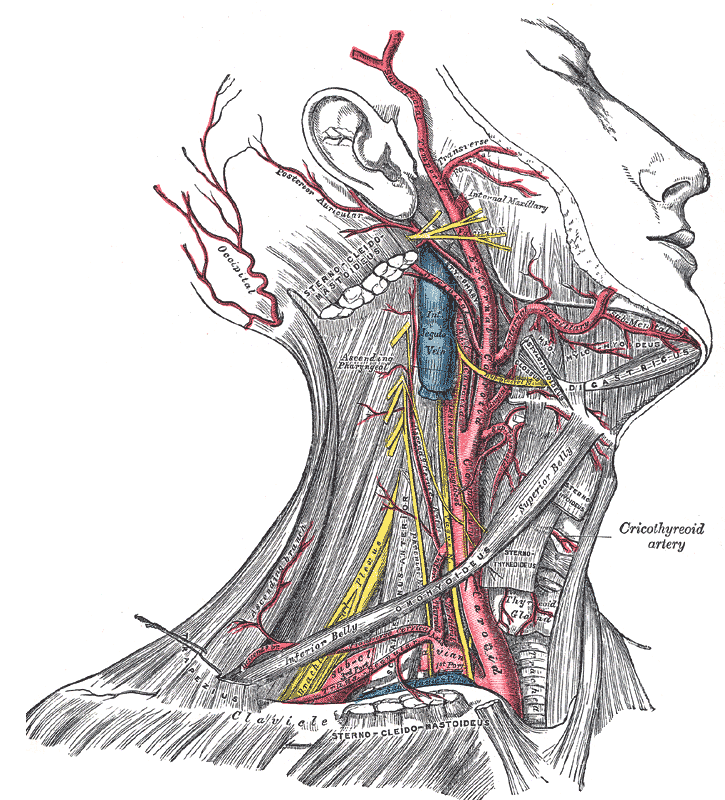
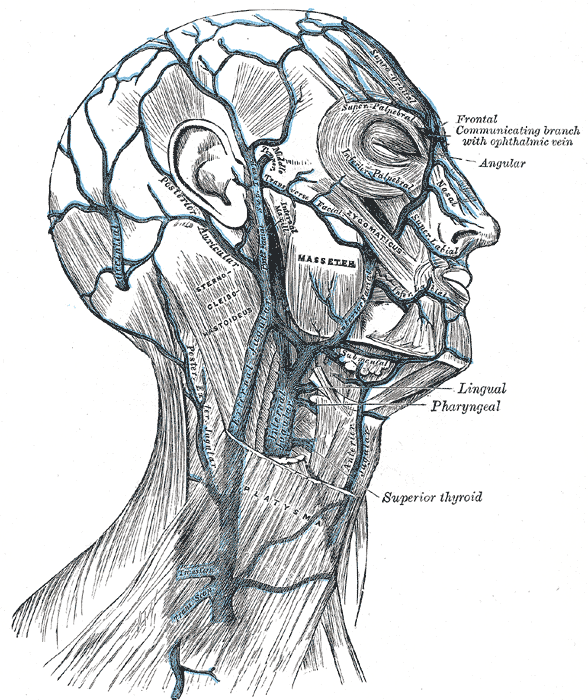
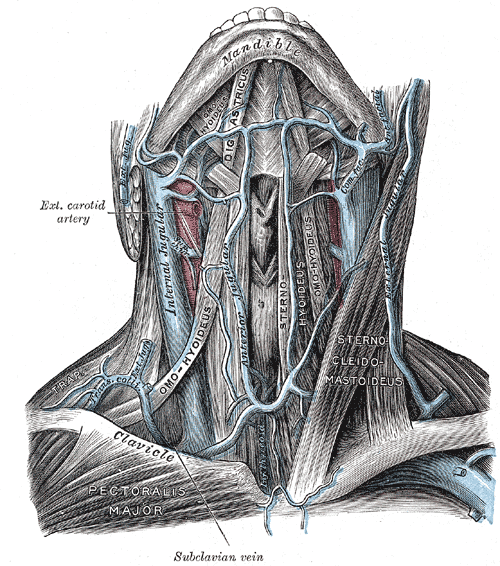
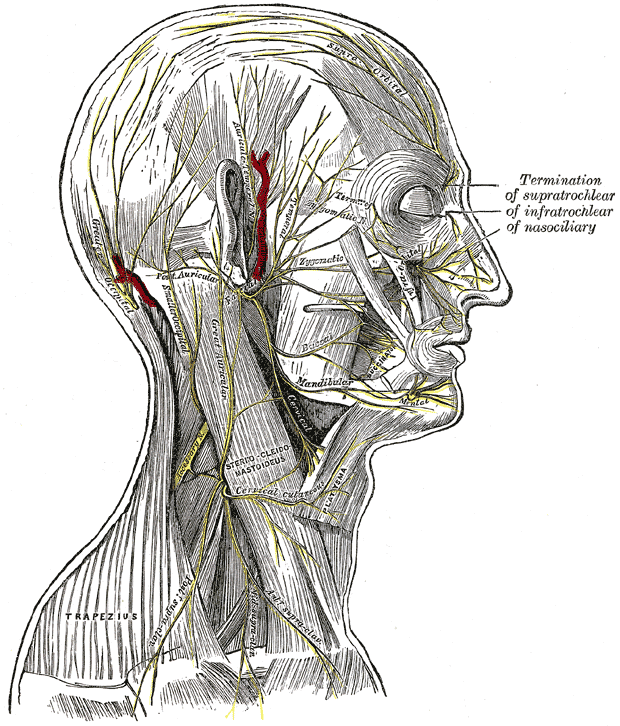
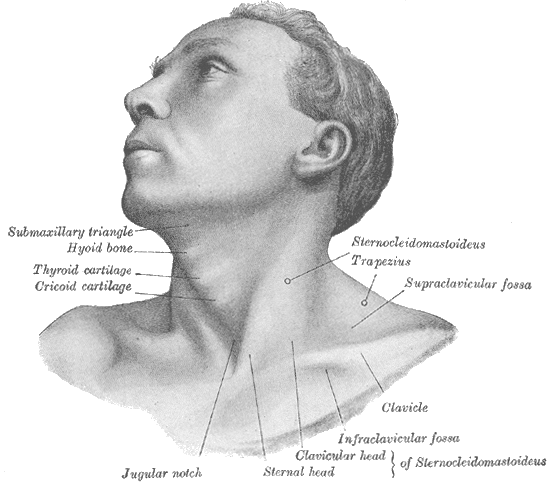
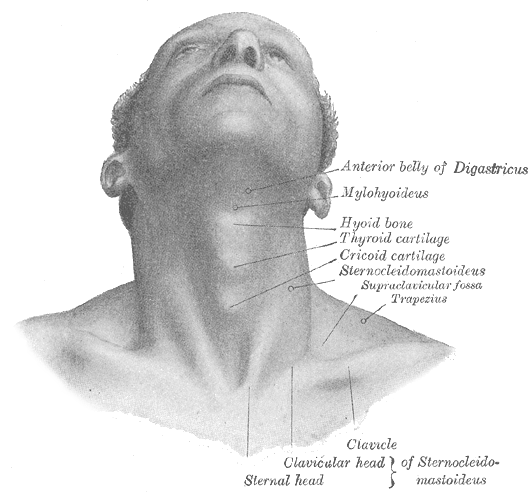
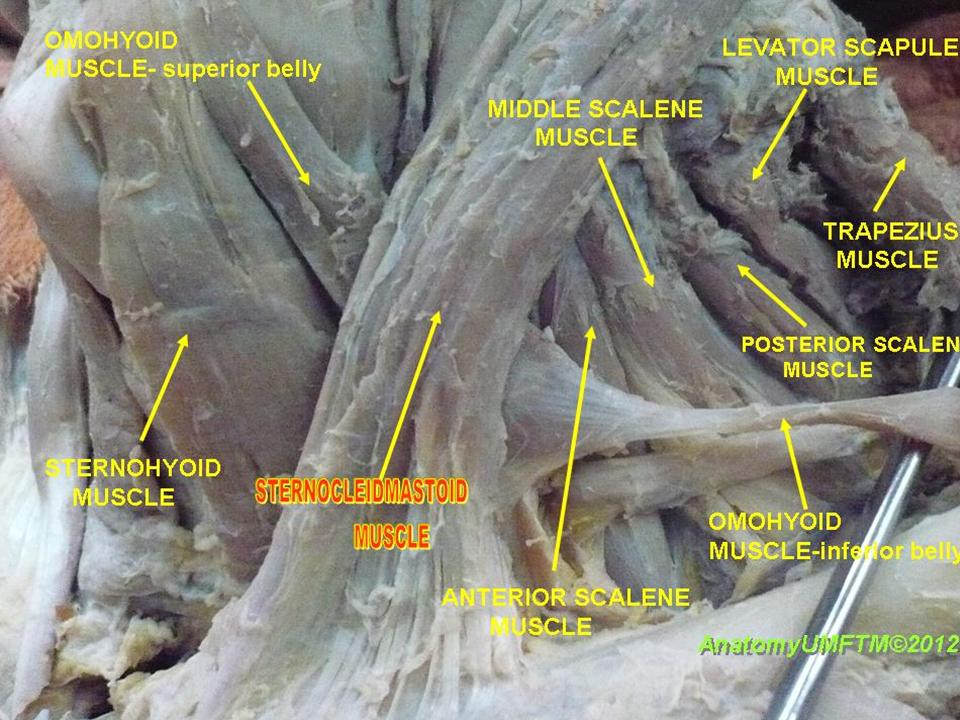
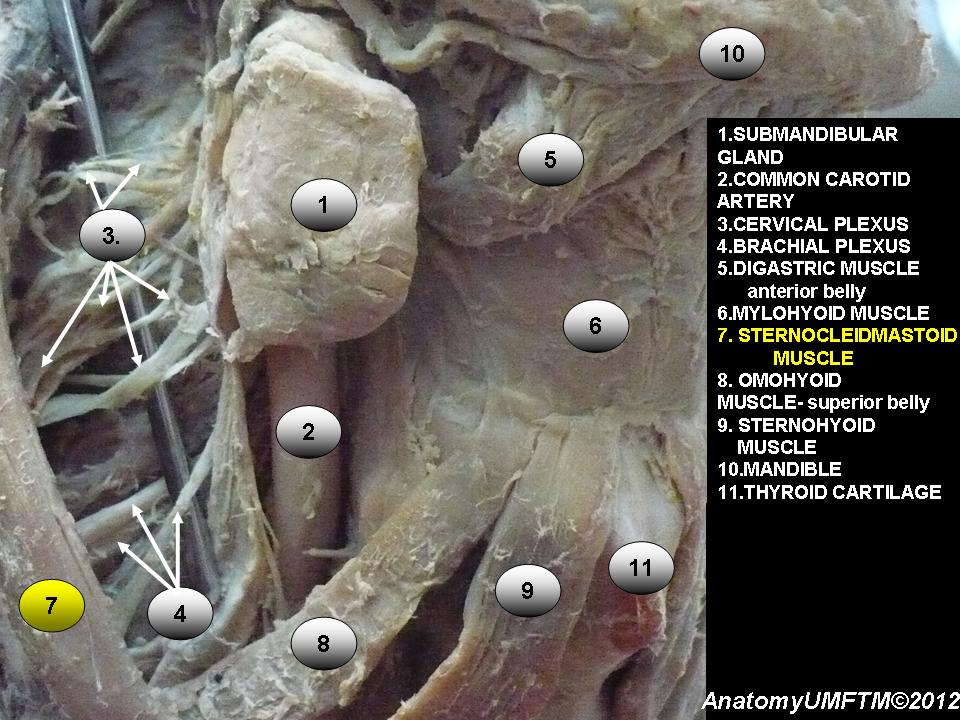
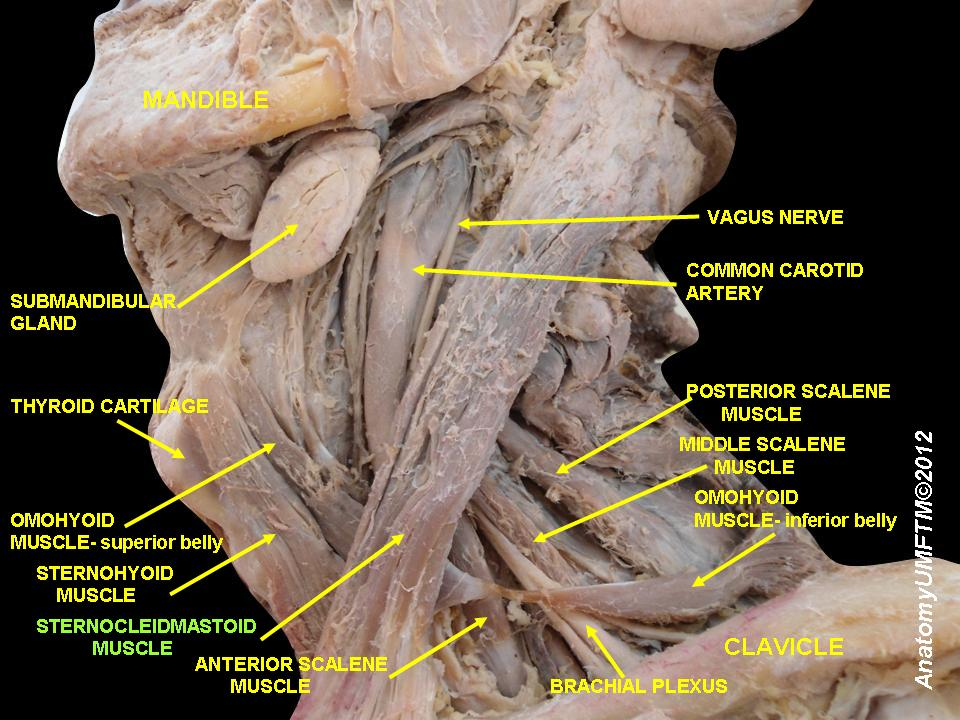
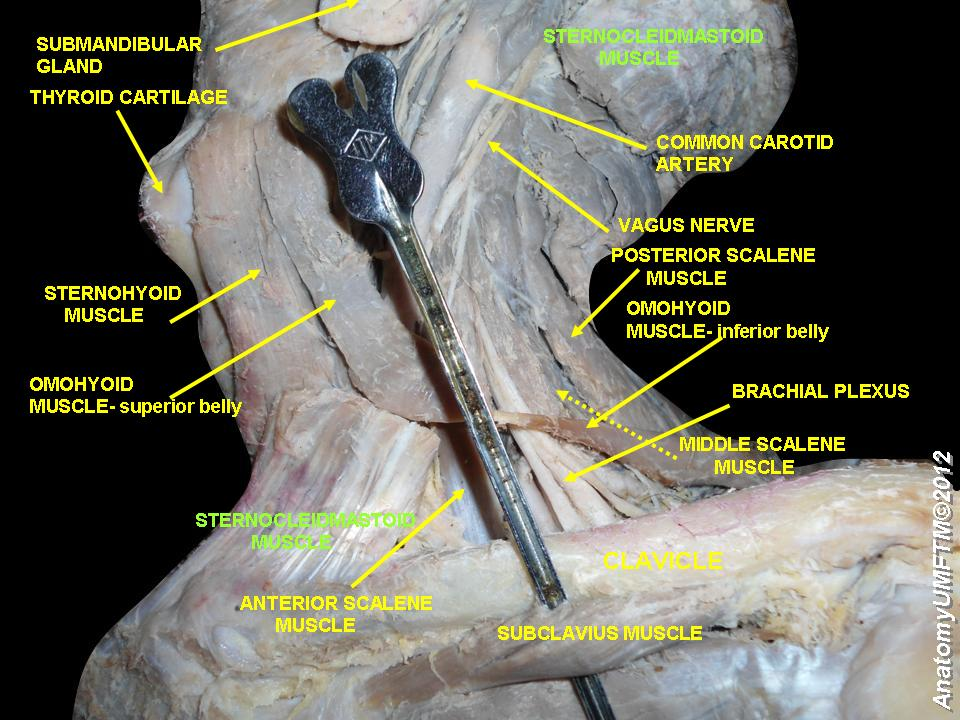
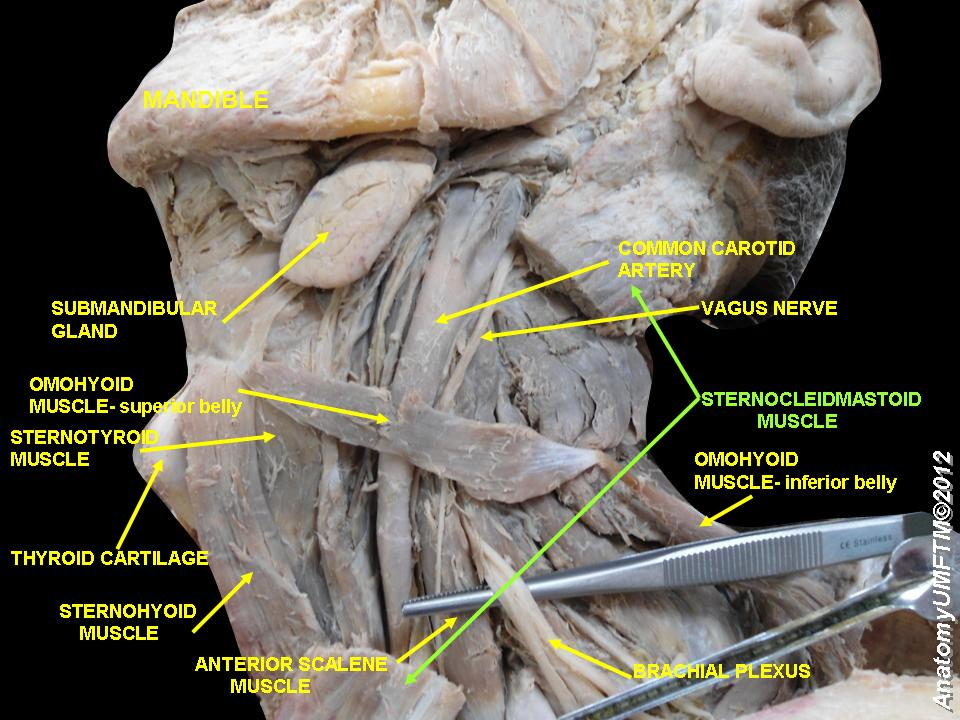
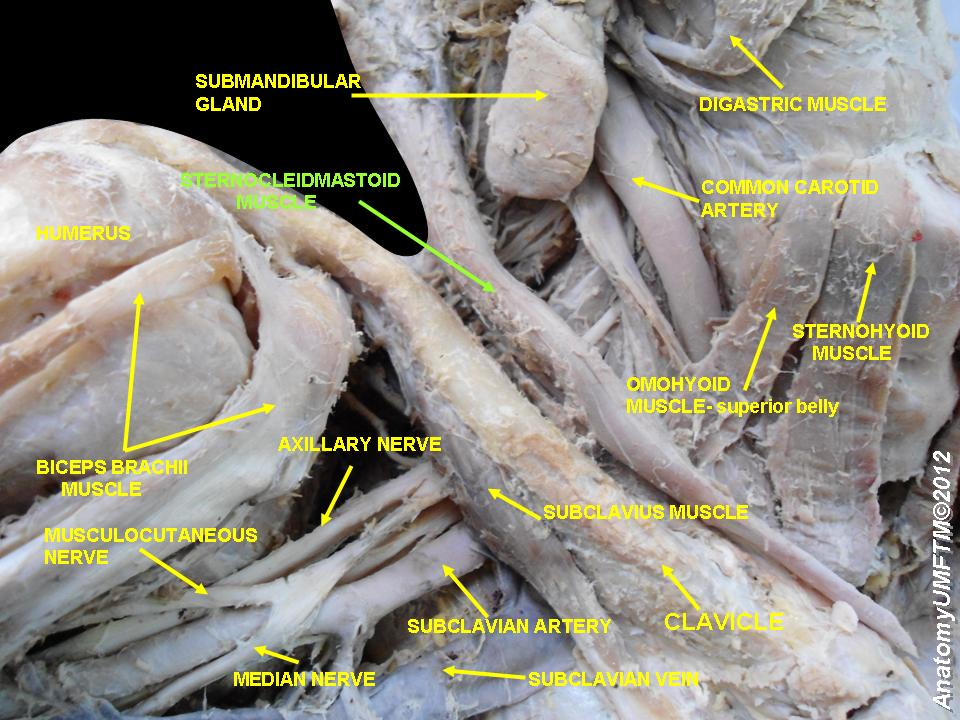
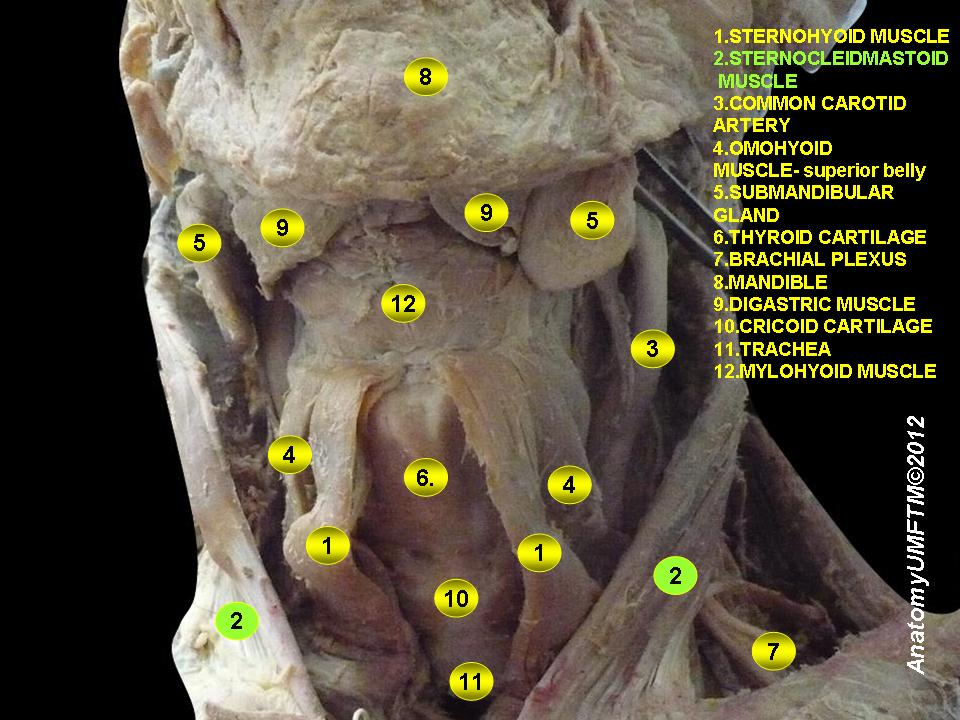